# フレッチ/死体のいる迷路
『フレッチ/死体のいる迷路』（フレッチ/したいのいるめいろ、原題：Confess, Fletch）は、2022年のアメリカ合衆国の犯罪コメディ映画。

## 概要
グレッグ・モットーラとZev Borowが共同で脚本を執筆し、G・モットーラは監督も務めた。グレゴリー・マクドナルドが1976年に発表した同名小説を原作とし、ジョン・ハムやロレンツァ・イッツォ、マーシャ・ゲイ・ハーデン、カイル・マクラクラン、ロイ・ウッド・ジュニア、ジョン・スラッテリーらが出演している。
この映画は、『フレッチ/殺人方程式』（1985年）と『フレッチ登場!/5つの顔を持つ男』（1989年）に続く『フレッチ』シリーズ第3弾であるが、フレッチ役はチェビー・チェイスからジョン・ハムへと変更された。
本作は、2022年9月16日に、VOD方式での初配信と、少数の劇場で限定上映された後に、2022年10月28日にShowtimeで初放送された。

## キャスト
※括弧内は日本語吹替。
- アーウィン・モーリス・"フレッチ"・フレッチャー - ジョン・ハム（東地宏樹）
- アンジェラ・デ・グラッシ / 通称 "アンディ" - ロレンツァ・イッツォ（宮島依里）
- モンロー警部補 - ロイ・ウッド・ジュニア（英語版）（駒谷昌男）
- ローランド・ホーラン - カイル・マクラクラン（森田順平）

ボストンの美術商
- フランク・ジャフィー - ジョン・スラッテリー（仲野裕）

フレッチの元上司であり現在はボストン・センチネル紙を経営
- 伯爵夫人 - マーシャ・ゲイ・ハーデン（野沢由香里）
- イヴ - アニー・マモロー（英語版）（渡辺ゆかり）

オーウェンの隣人
- オーウェン - ジョン・ベールマン
- タチアナ - ルーシー・パンチ（渡辺明乃）

オーウェンの元妻
- Junior Detective Griz - エイデン・メイエリ
- Detective #3 - エリカ・マクダーモット（英語版）
- Yacht Club Security - ユージン・マーマン（英語版）
- The Commodore - Kenneth Kimmins
- 伯爵 - ロバート・ピカード（内田紳一郎）

日本語吹替その他：田所陽向、岡純子、佐々木薫、木村香央里、三瓶雄樹、霧生晃司、大平あひる、鷲見昂大
日本語版制作スタッフ　演出：岩田敦彦、、翻訳：早川麻衣、制作：東北新社

## 製作
チェビー・チェイスが主演した『フレッチ/殺人方程式』（1985年）と『フレッチ登場!/5つの顔を持つ男』（1989年）の公開後、グレゴリー・マクドナルドの小説を基にしたシリーズのリブート企画は、幾度となく開発地獄に陥っていた。ケヴィン・スミスやジェイソン・リー、ビル・ローレンスやザック・ブラフ、ジェイソン・サダイキスなどの多くの関係者が、この企画に、携わっていた。
2020年7月、ジョン・ハムがグレッグ・モットーラが監督を務める、G・マクドナルドの小説『Confess, Fletch』の映画化作品に主演し、製作にも関与することが報じられた。2021年6月にはマーシャ・ゲイ・ハーデンやカイル・マクラクラン、ロイ・ウッド・ジュニア、ジョン・スラッテリーがキャストに加わり、2021年6月28日からボストンで撮影が始まった。2021年7月には、Ayden Mayeri、ロレンツァ・イッツォ、アニー・マモローがキャストに加わった。2021年7月7日の時点で、ウースターでの撮影シーンが目撃されている。この映画は27日間のみの撮影スケジュールで予算を組んでいたので、J・ハムとG・モットーラは3日間の追加撮影を確保するために給与の一部を返還した。

## 評価
レビュー収集サイトのRotten Tomatoesでは、124人の批評家のレビューのうち85%が肯定的であり、平均評価は6.6/10である。同サイトのコンセンサスは、「奇抜なハチャメチャさを抑えつつも、非常に面白く、『Confess, Fletch』は、ジョン・ハムのコメディーの才能を発揮し、この長く眠っていたフランチャイズを見事に復活させた」と評価した。加重平均を採用しているMetacriticは、32人の批評家による評価を100点満点中64点とし、「おおむね好評」であると表示した。

## 続編
この映画の公開後まもなくして、モットーラ監督は1978年の小説『Fletch's Fortune』を基にした続編の執筆を依頼されたと述べたが、それが作られるかどうかは「わからない」とも付け加えた。